# Салліван-стріт
Салліван-стріт (англ. Sullivan Street) — вулиця в Нижньому Мангеттені, яка раніше проходила на північ від Дуарте-сквер на Канал-стріт, але приблизно з 2012 року починається на Брум-стріт до Вашингтон-сквер на півдні, через райони Гудзон-сквер, Сохо, Саут-Віллідж і Гринвіч-Вілледж. Проходить паралельно та між Макдугал-стріт (на захід) і Томпсон-стріт (на схід). Частина вулиці знаходиться в історичному районі садів Макдугал–Салліван. Вулиця була названа на честь генерал-майора війни за незалежність Джона Саллівана в 1799 році. До того вона була відома як Локус-стріт.
Визначні місця включають Салліван-стріт 83 і 85, Салліван-стріт 116, Везувіо плейграунд на Спрінг-стріт, сусідньому парку, раніше називався Томпсон-стріт плейграунд, і церква Св. Антонія Падуанського на Салліван-стріт, 155, біля рогу Х'юстон-стріт.